# Leandrão (voleibolista)
 Leandro Araújo da Silva(Limeira, 17 de dezembro de 1983) é um voleibolista indoor brasileiro, atuante na posição de Oposto, com marca de 360 cm de alcance no ataque e 340 cm no bloqueio, com vasta trajetória no âmbito nacional e internacional e que serviu a Seleção Brasileira na conquista da medalha de ouro no Campeonato Mundial Infanto-Juvenil de 2001 no Egito, mesmo resultado obtido no Campeonato Sul-Americano Juvenil de 2002 no Brasil, além da medalha de prata no Campeonato Mundial Juvenil de 2003 no Irã.Pela seleção principal conquistou a medalha de ouro na Liga Mundial de 2009 e a de prata na edição do ano de 2011.

## Carreira
Leandrão começou a praticar a modalidade no CTV de Limeira com 13 anos de idade.Depois atuou pelo Clube Fonte São Paulo em Campinas.Em 2000 transfere-se para o Telemig Celular/Minas e já atuava também na categoria adulto, disputando sua primeira Superliga Brasileira A correspondente a jornada 2000-01, mesmo não sendo titular registrou 6 pontos (5 de ataques e 1 de bloqueio) conquistando seu primeiro título nesta competição
Em 2001 estreou internacional quando convocado para integrar a Seleção Brasileira na conquista da medalha de ouro no Campeonato Mundial Infanto-Juvenil , este sediado em Cairo, no Egito, época que foi convocado pelo técnico Percy Oncken  e  vestiu vestindo a camisa#20. Continuou sendo atleta do Telemig Celular/Minas conquistando o título do Campeonato Mineiro de 2001 e conquistou o bicampeonato na Superliga Brasileira A 2001-02, realizou nesta campanha com 59 pontos (52 ataques, 5 bloqueios e 2 de saques) .
Em 2002 representou a Seleção Brasileira no Campeonato Sul-Americano Juvenil realizado em Poços de Caldas, no Brasil , no qual sagrou-se medalhista de ouro.Renovou por mais uma temporada com o Telemig Celular/Minas e foi bicampeão do Campeonato Mineiro em 2002 disputou a Superliga Brasileira A 2002-03 em busca do tricampeonato consecutivo, mas alcançou apenas a quinta posição e contribuiu com 56 pontos (44 de ataques, 8 de bloqueios e 4 de saques).
No ano de 2003 voltou a vestir a camisa da Seleção Brasileira desta vez em preparação para o Campeonato Mundial Juvenil deste ano, quando convocado pelo técnico Antônio Marcos Lerbach e disputou no mesmo ano o Campeonato Mundial Juvenil realizado em Teerã-Irã,  vestindo a camisa#3 conquistou a medalha de prata e figurou nas estatísticas entre os melhores atletas da edição, registrou 49 pontos em setes jogos, sendo o trigésimo colocado entre os maiores pontuadores,  o sexagésimo oitavo  no fundamento da defesa, ocupou o vigésimo sexto lugar  entre os melhores bloqueadores da edição, detalhe foi  o brasileiro melhor colocado, além disso foi o décimo sétimo no fundamento de levantamento e o terceiro Melhor Sacador da edição.
A parceria entre o time de Canoas, a Ulbra e o São Paulo Futebol Clube, resultou na equipe Ulbra/São Paulo F.C.; e Leandrão fez parte desta equipe nas disputadas da temporada 2003-04, obtendo  em 2003 os títulos do Campeonato Gaúcho e  do Campeonato Paulista e foi vice-campeão por este clube na Superliga Brasileira A 2003-04, contribuindo com 110 pontos (81 de ataques, 20 de bloqueios e 9 de saques).Atuou pela equipe do  Bento/Union Pack na jornada 2004-05 na conquista do vice-campeão gaúcho  e conquistou o título da Supercopa Mercosul de 2004 e encerrou na sexta posição na  correspondente edição da Superliga Brasileira A, executando 224 pontos (186 de ataques, 19 de bloqueios e 19 de saques).
Reforçou nas competições 2005-06 o Banespa/São Bernardo  conquistando o ouro nos Jogos Abertos de Santo André sendo bronze no Campeonato Paulista de 2005 e disputou a Superliga Brasileira A 2005-06 encerrando na quarta posição, edição que foi o Maior Pontuador do campeonato, além de ser o segundo entre os melhores atacantes , o terceiro no fundamento de saque e o sexto entre os melhores defensores.
Defendeu o Samsung Bluefangs,  conduzindo a equipe sua primeira final na Copa Kovo, encerrando com vice-campeonato, mesmo resultado  na V-League de 2006-07 , sendo eleito o Melhor Jogador e foi o Maior Pontuador da edição, pois registrou incríveis 786 pontos.E conquistou o título da V.League Top Match 2006, competição que reuniu duas equipes da Liga A Sul-Coreana e  mesmo número de equipes da Liga A Japonesa.
Reforçou na temporada 2007-08 o Toray Arrows e sagrou-se vice-campeão da Liga A Japonesa, registrando 500 pontos sendo o Maior Pontuador da edição.
Foi convocado pelo técnico Percy Oncken para a  Seleção Brasileira de Novos em 2008 para participar de amistosos contra o elenco principal da Seleção Argentina.No mesmo ano foi convocado pelo técnico Bernardo Rezende para os treinamentos em preparação para a Copa América  em Cuiabá-Brasil.
Voltou  atuar no Brasil ainda em 2008 e reforçou a equipe do Sada Cruzeiro e neste ano conquistou os títulos do Campeonato Mineiro e da Copa Bento.No mesmo ano disputou o V World Challenge Club, equivalente ao Mundial de Interclubes, e terminou na quarta posição.Disputou a Superliga Brasileira A 2008-09 e conquistou o bronze da edição.
Em 2009 é convocado pelo técnico Bernardo Rezende para disputar a edição da Liga Mundial vestindo a camisa#4, conquistando a medalha de ouro, edição cuja fase final deu-se em Belgrado.Chegou a renovar com o sada Cruzeiro para temporada 2009-10, mas recebeu uma proposta para retornar ao voleibol sul-coreano e defendeu o  Korean Airlines na jornada 2009-10 sendo vice-campeão  da Copa Kovo, bronze na Liga A Sul-Coreana correspondente e eleito o Maior Pontuador da edição.
O BMG/Montes Claros o traz de volta ao vôlei nacional o  e obteve o bronze no Campeonato Mineiro de 2010 e disputou a Copa Cimed no mesmo ano  e por essa equipe  disputou a Superliga Brasileira A 2010-11 encerrando na quarta posição na fase classificatória e finalizando após as quartas de final em sexto lugar.
Em 2011 foi convocado para disputar a Liga Mundial , foi o camisa#4, mas  não disputou fase final  que ocorreu nas cidades polonesas: Gdansk & Sopot, cuja equipe brasileira encerrou com a medalha de prata.Transferiu-se para o clube de Dubai, o Al-Ahly Club, na temporada 2011-12, sendo destaque do time, quando reforçou a equipe estava na sétima posição e após suas atuações estava brigando pela vice-liderança da Liga A Qatar e ao final obteve o bronze.
Leandrão na jornada seguinte passou atuar no voleibol iraniano, contratado pelo  Pishgaman Kavir Yazd, mesmo clube do ponteiro Paulo (Gaúcho) e na Super Liga Iraniana A 2012-13, quando novamente alcançou o sexto lugar.
Após nascimento de seu, devido a saudades de familiares também, Leandrão resolveu procurar mercado no voleibol brasileiro,então acertou com o Funvic/Taubaté para temporada 2013-14, período que tratou de uma lesão na coxa, e disputou a Superliga Brasileira A 2013-14, encerrando na décima posição na Superliga Brasileira A 2013-14.
Foi anunciado como reforço da estreante equipe na elite nacional do  Voleisul/Paquetá esportes e disputou a Superliga Brasileira A 2014-15, vestindo a camisa#18 encerrou na décima colocação na Copa Brasil 2015, mesma colocação que finalizou na Superliga Brasileira A 2014-15.
Na temporada 2015-16 foi atuar na segunda divisão do voleibol polones, passando a competir pelo KS Espadon Szczecin e contribuiu para o clube avançar aos playoffs para alcançar a promoção a Plusliga (Liga A Polonesa) e lutar pelo bronze da edição da Liga A2 Polonesa.

## Títulos e resultados
- World Challenge Club:2008[38]
- Supercopa Mercosul:2004[4]
- Superliga Brasileira A:2000-01 [5],2001-02[5]
- Superliga Brasileira A:2003-04[5]
- Superliga Brasileira A:2008-09[40]
- Superliga Brasileira A:2005-06[5]
- V.League Top Match:2006[29]
- Liga A Japonesa:2007-08[30][31]
- Liga A Sul-Coreana:2006-07[29]
- Liga A Sul-Coreana:2009-10[44]
- Liga A do Qatar:2011-12[52]
- Copa Kovo:2006[29], 2009[44]
- Copa Cimed de Clubes:2010
- Copa Bento Gonçalves:2008[36]
- Campeonato Paulista:2003
- Campeonato Paulista:2005[23]
- Campeonato Gaúcho:2003
- Campeonato Gaúcho:2004
- Campeonato Mineiro:2001[8], 2002[8], 2008[35]
- Campeonato Mineiro:2010[45]
- Jogos Abertos do Interior de São Paulo:2005[21]

## Premiações individuais
- Maior Pontuador da Liga A Sul-Coreana de 2009-010[31]
- Maior Pontuador da Liga A Japonesa de 2007-08[32]
- Maior Pontuador da Liga A Sul-Coreana de 2006-07[28]
- MVP da Liga A Sul-Coreana de 2006-07[26]
- Maior Pontuador da Superliga Brasileira A de 2005-06[26]
- 2º Melhor Atacante da Superliga Brasileira A de 2005-06[26]
- 3º Melhor Sacador da Superliga Brasileira A de 2005-06[26]
- 6º Melhor Defensor da Superliga Brasileira A de 2005-06[26]
- 3º Melhor Sacador do Campeonato Mundial Juvenil de 2003[17]